# 苏联太空计划

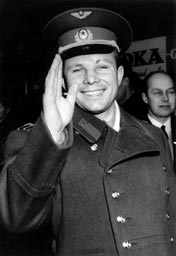
蘇聯宇航員和飛行員尤里·加加林，是第一個繞地球軌道飛行的人

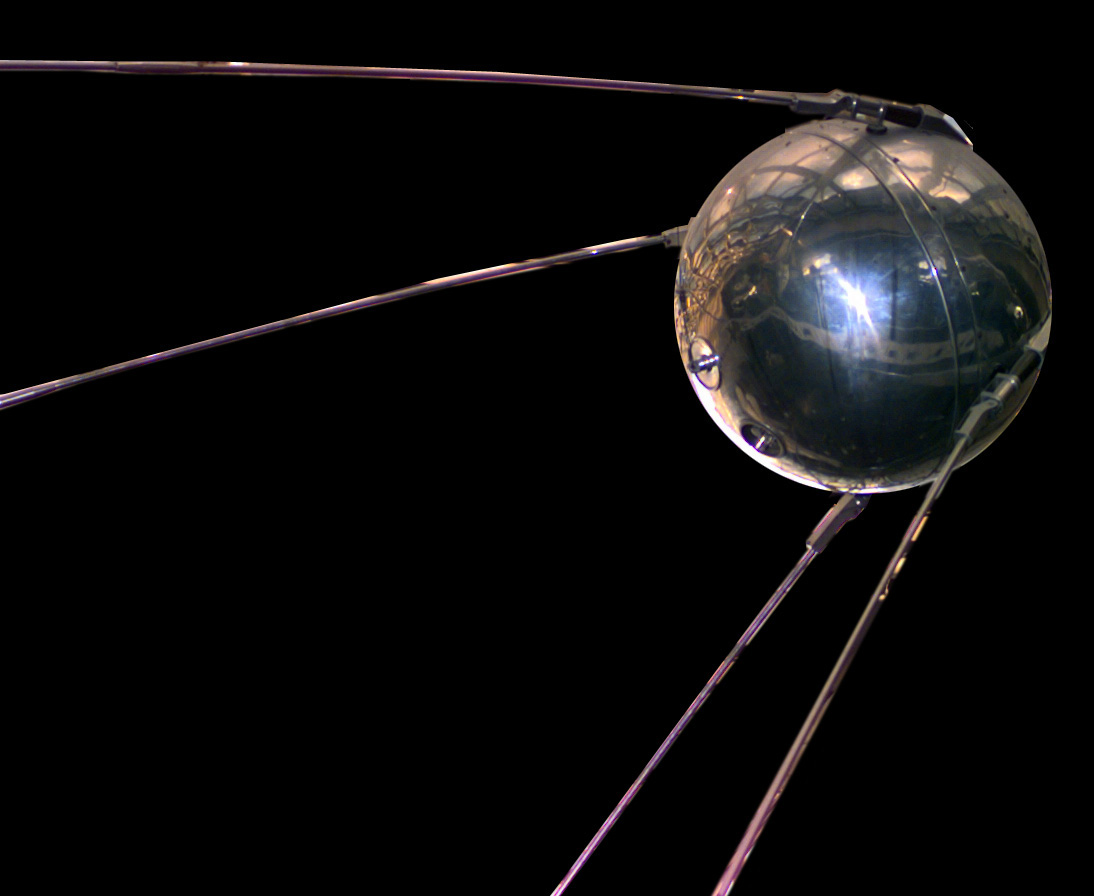
第一顆人造衛星——史普尼克1號

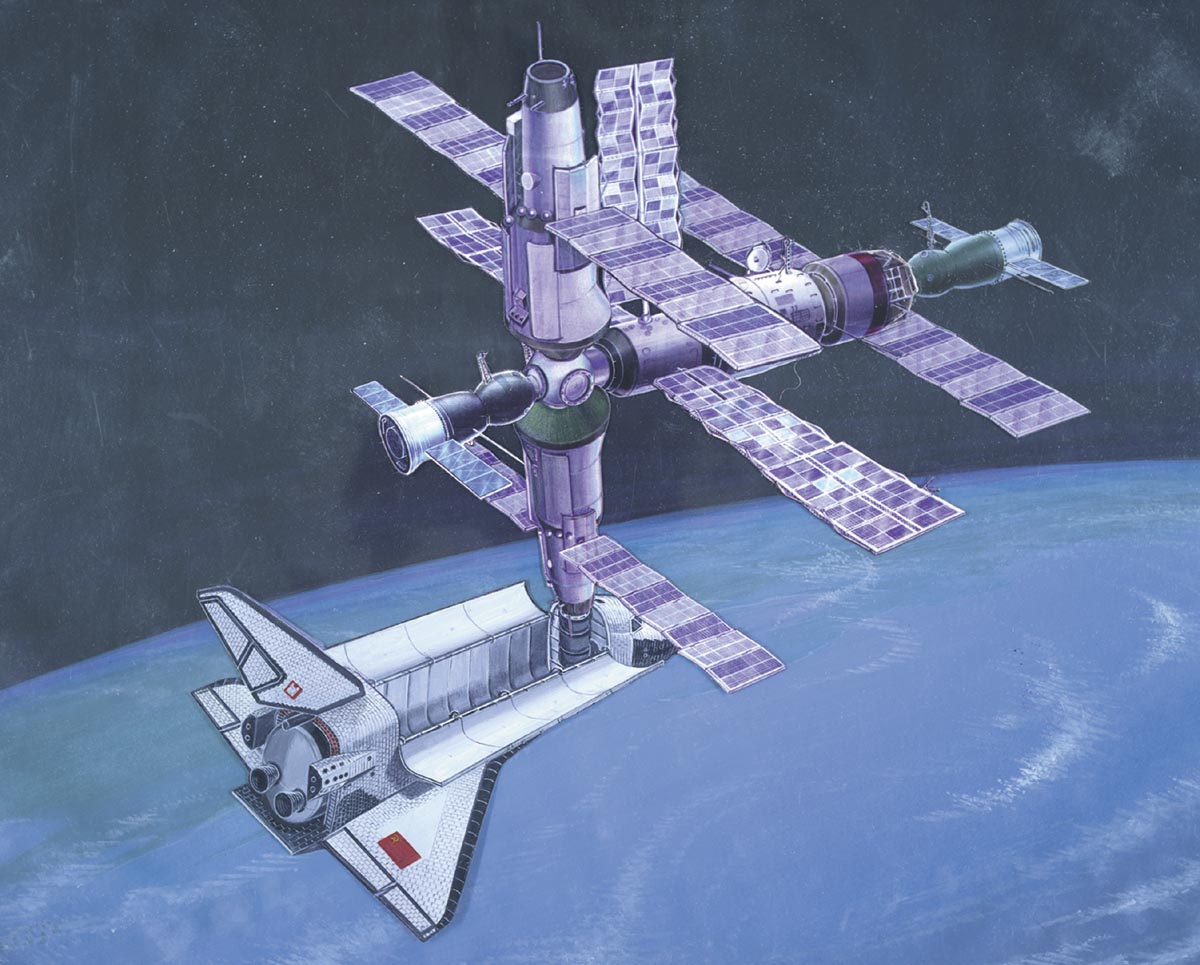
概念中的蘇聯太空站和太空梭

蘇聯太空計劃是指自20世紀30年代至蘇聯解體為止，蘇聯在運載火箭以及太空探索方面的一系列項目。在這六十年間，這些太空計劃主要作為秘密軍事計劃而隱蔽地執行。
蘇聯的火箭與太空計劃最初聘用了被俘虜的德國V-2火箭計劃科學家·，1955年後主要由蘇聯工程師和科學家執行。科羅廖夫是設計小組的主要負責人；他的正式頭銜是“首席設計師”。
由於該計劃的機密狀態和宣傳價值，任務結果的宣布被推遲到確定成功為止，並且有時將失敗保密。戈爾巴喬夫1980年代的開放政策使有關航天計劃的許多事實解密。
隨著蘇聯解體，俄羅斯和烏克蘭繼承了該計劃。俄羅斯建立了俄羅斯航空航天局，現為俄羅斯太空局 ，而烏克蘭建立了烏克蘭航天局。
蘇聯的太空計劃獲得了一系列世人矚目的成就，包括：
- 第一枚洲際彈道導彈——R-7（1957年）
- 第一顆人造衛星——斯普特尼克1號
- 第一個進入太空的動物——搭乘斯普特尼克2號名為的萊卡的狗
- 第一個進入外太空和地心軌道的太空人——搭乘東方一號的尤里·加加林
- 第一個空間站——禮炮1號
- 第一台星際探測器

## 起源

### 戰前的努力
一戰之前，俄羅斯帝國以康斯坦丁·齊奧爾科夫斯基的著作為基礎，探索了太空探索的理論。康斯坦丁·齊奧爾科夫斯基於19世紀末至20世紀初發表了開創性的論文，並於1929年提出了太空探索的概念。

### 德國
1930年代，蘇聯的火箭技術可與德國相提並論，但是斯大林的大清洗嚴重損害了其進展。許多主要工程師被殺害，科羅廖夫和其他人被關押在古拉格。儘管卡秋莎在二戰期間對東部戰線非常有效，但在歐洲戰爭結束後，德國火箭計劃的先進使在佩訥明德檢查其火箭遺骸的蘇聯工程師感到驚訝。

## 人造衛星
蘇聯的太空計劃與蘇聯五年計劃掛鉤，從一開始就依靠蘇聯軍隊的支持。儘管科羅廖夫一心被太空旅行的夢想所驅使，但在進行軍事項目時，他通常將其保密，尤其是在1949年蘇聯首次進行原子彈試驗RDS-1之後。
1951年7月，蘇聯發射了第一枚帶有動物的火箭，比美國早兩個月。兩隻狗在到達了101公里的高度。這次和隨後的飛行為蘇聯提供了寶貴的太空醫學經驗。
美國在1955年7月宣布了在國際地球物理年期間發射衛星的計劃，這對科羅廖夫說服蘇聯領導人赫魯曉夫支持其計劃大有裨益。科羅廖夫在致赫魯曉夫的信中強調，有必要發射一枚衛星以與美國航天競爭。
第一個人造衛星被證明是一次成功的政治宣傳。
20世紀60年代初，在科羅廖夫規劃下，俄羅斯計劃在1968年載人前往火星，這比美國登陸月球的目標還要雄心勃勃。

### 資金和支持
蘇聯的太空計劃獲得了僅次於戰略火箭部隊的洲際彈道導彈的軍事資助。儘管西方認為赫魯曉夫對每個新的太空飛行任務親自下令是為了宣傳，但蘇聯領導人確實與科羅廖夫和其他首席設計師有著異常密切的關係，不過赫魯曉夫只強調導彈而不是太空探索，對與阿波羅計劃競爭並不十分感興趣。
1962年2月，政府突然下令一項雄心勃勃的任務，要求在十天之內同時發射兩個Vostoks至軌道。

## 內部競爭
Yangel曾是科羅廖夫的助手，但在軍方的支持下，他於1954年獲得了自己的設計局，主要從事軍事太空計劃。他擁有更優秀的火箭發動機的設計團隊和自燃燃料。
格盧什科是火箭發動機的首席設計師，但他與科羅廖夫發生了摩擦，因此拒絕開發科羅廖夫建造重型助推器所需的大型單室低溫發動機。
切洛梅得益於赫魯曉夫的支持，於1960年得到了一項艱鉅的任務，即研製火箭，將載人飛船送上月球，並載有載人軍事空間站。由於太空經驗有限，他進步緩慢。
阿波羅計劃的進展震驚了首席設計師，每個設計師都主張以自己的計劃作為回應。多個重疊的設計已獲得批准，新提案威脅到了已經批准的項目。1964年8月，即美國宣布登月後三年多，蘇聯終於決定開始競爭。它設定了1967年（十月革命的50週年紀念日）或1968年登月的目標。1960年代初期，蘇聯太空計劃積極開發30個發射器和航天器項目。1964年赫魯曉夫倒台後，科羅廖夫完全控制了計劃。

## 科羅廖夫之後
科羅廖夫在1966年1月去世，死因被認為是裸露結腸癌，心臟疾病和嚴重的出血併發症。
設計局的領導權交給了瓦西里·米申，後者的任務是在1967年將一個人送往月球，並在1968年實現載人登月。
1967年的發射任務失敗，飛船墜落使弗拉基米爾·科馬羅夫去世。這是所有太空計劃中首例的死亡事件。
這場災難之後，在新的壓力下，米申開始酗酒。1968年，阿波羅8號在蘇聯的首次繞月飛行中處於下風。

## 計劃保密
蘇聯的太空計劃在人造衛星成功前隱瞞了其項目信息。實際上，當人造衛星項目首次獲得批准時，政治局採取的最直接的行動方針之一就是考慮向世界宣布有關其事件的內容。

## 外部鏈接
- Russian Space Web